# Hardy Ward
Hardy Stephen Ward (5 de octubre de 1949-17 de mayo de 2018) fue un deportista estadounidense que compitió en tiro con arco, en la modalidad de arco recurvo. Ganó cuatro medallas en el Campeonato Mundial de Tiro con Arco al Aire Libre, en los años 1967 y 1969.

## Palmarés internacional
| Campeonato Mundial al Aire Libre | Campeonato Mundial al Aire Libre | Campeonato Mundial al Aire Libre | Campeonato Mundial al Aire Libre |
| Año                              | Lugar                            | Medalla                          | Prueba                           |
| -------------------------------- | -------------------------------- | -------------------------------- | -------------------------------- |
| 1967                             | Amersfoort (Países Bajos)        | Medalla de oro                   | Equipo                           |
| 1967                             | Amersfoort (Países Bajos)        | Medalla de bronce                | Individual                       |
| 1969                             | Valley Forge (Estados Unidos)    | Medalla de oro                   | Individual                       |
| 1969                             | Valley Forge (Estados Unidos)    | Medalla de oro                   | Equipo                           |